# Уиллс, Беверли
Бе́верли Джозефи́на Уи́ллс (англ. Beverly Josephine Wills; род. 5 августа 1933 года, Лос-Анджелес, Калифорния, США — ум. 24 октября 1963 года, Палм-Спрингс, Калифорния, США) — американская актриса.

## Биография
Беверли Джозефина Уиллс родилась 5 августа 1933 года в Лос-Анджелесе (штат Калифорния, США) в семье Си Уиллса (1896—1977) и Джоан Дэвис (1907—1961, умерла от сердечного приступа в 53 года). 
Начала карьеру актрисы, будучи ребёнком в 1938 году. Дебютировала в кино в небольшой роли в фильме «Анестезия» (1938). Успех к актрисе пришёл гораздо позже с выходом фильма «Некоторые любят погорячее» (1959), где она сыграла роль Долорес. Всего в кино и сериалах сыграла около тридцати ролей.
Уиллс дважды была замужем. В 1954 году Беверли вышла замуж за Алана Гроссмана, но позже они развелись; в этом браке Уиллс родила двоих сыновей — Гайя Стивена Гроссмана (17.12.55—24.10.63) и Лоренса С. Гроссмана (08.09.59—24.10.63). В 1960—1963 гг. (до момента смерти) была замужем за Мартином Колбертом.
30-летняя Беверли Уиллс, её бабушка Нина Дэвис и двое маленьких сыновей актрисы погибли при пожаре 24 октября 1963 года в Палм-Спрингс (штат Калифорния, США).

## Избранная фильмография
| Год  |   | Русское название       | Оригинальное название | Роль              |
| ---- | - | ---------------------- | --------------------- | ----------------- |
| 1938 | ф | Анестезия              | Anaesthesia           | маленькая девочка |
| 1959 | ф | В джазе только девушки | Some Like It Hot      | Долорес           |